# 이청 (1957년)
이청(李淸, 1957년 2월 12일 ~ , 전라북도 정읍시)은 대한민국의 전직 중등교원 출신 정치인이다. 제36대 전라남도 장성군수를 지냈다.

## 경력
- 제36대 전라남도 장성군수(2007.12.20 ~ 2010.06.30, 무소속)
- 중등학교 교감 명예퇴직(27년간 교육학사행정 경력)
- 궁내중학교 교감(경기도 군포시 소재)
- 궁내중학교 부장교사(경기도 군포시 소재)
- 귀인중학교 부장교사(경기도 안양시 소재)
- 영국 맨체스터 한인학교 교사
- 영국 런던 한인학교 교사
- 군포중학교 교사(경기도 군포시 소재)
- 지평중학교 교사(경기도 양평군 소재)

## 학력
- 정읍서초등학교(정읍시 연지동 소재)
- 정읍여자중학교(정읍시 장명동 소재)
- 정읍여자고등학교(정읍시 상동 소재)
- 전북대학교 사범대학 학사

## 가족 관계
- 부군: 유두석: 장성군수(35·38·39대)

## 역대 선거 결과
|  | 41.21% |

|  | 48.69% |

| 전임 유두석 (직무대리)김용우 | 제36대 전라남도 장성군수(민선) 2007년 12월 20일 ~ 2010년 6월 30일 | 후임 김양수 |